# Río Vaigai
El río Vaigai es un río de la India del distrito de Madurai, estado de Tamil Nadu, que nace de la unión de dos riachuelos en los valles de Kambam y Varushanad. Desde los Ghats Occidentales discurre al este y al norte unos 80 km recibiendo los ríos que bajan de las montañas Palni, y luego gira al sudeste hasta llegar al mar, donde desagua a unos 15 km al este de Ramanathapuram. No lleva agua durante una buena parte del año. 